# Monsenhor Horta
Monsenhor Horta é um distrito do município brasileiro de Mariana, no interior do estado de Minas Gerais. Segundo o censo demográfico de 2022, realizado pelo Instituto Brasileiro de Geografia e Estatística (IBGE), sua população era de 1 766 habitantes e havia 606 domicílios particulares permanentes ocupados. Possui área de 111,03 km² conforme a Fundação João Pinheiro (FJP).
Foi criado pelo alvará provincial de 16 de janeiro de 1772. É composto pelos subdistritos de Paracatu de Baixo, Paracatu de Cima e Ponte do Gama.

## História
Foi um dos numerosos arraiais que surgiram com a descoberta do ouro as margens do Ribeirão do Carmo. Sua fundação deve-se a Salvador Fernandes, que fez morada na região e edificou uma capela a Nossa Senhora de Loreto.
Com o passar dos anos, surgiu o povoado ao redor da capela de Salvador Fernandes, e esse lugarejo recebeu o nome de São Caetano do Rio do Carmo. A Igreja Matriz da região começou a ser erguida em 1730, a pedido da irmandande de São Caetano. A obra foi terminada em 1742. A igreja é tombada pelo IPHAN pela riqueza arquitetônica e artística.
O distrito foi criado pelo alvará provincial de 16 de janeiro de 1772. Na época era composto pelas freguesias de São Caetano e São Sebastião, e tinha o nome de Distrito de São Caetano. Passou a se chamar Monsenhor Horta pelo decreto-lei estadual nº 1.058 de 31 de dezembro de 1943, em homenagem ao José Silvério Horta.

### Sociedade Musical São Caetano
Localiza-se no distrito a Sociedade Musical São Caetano, a quarta banda mais antiga do Brasil, fundada em 7 de abril de 1836. Foi fundada por Filomeno Ramos Vidal, Antônio Sabino, Padre Antônio Filomeno, Feliciano Ramos e Joaquim Madaleno. Ao longo de sua história teve vários mestres e diretores tais como: Antônio Gomes Vidal, Caetano Ramos, Augusto Saturino de Oliveira (o mestre Zappi) e o Ermelindo Oliveira Moraes.
A sede localiza-se na rua Santo Antônio, nº 35. A sociedade conta com um efetivo de 45 músicos e 23 aprendizes, sendo o músico mais novo com 10 anos e o mais velho com 67 anos de idade. Durante o ano de 2005, criou o projeto “Música na Escola”, em parceria com a Prefeitura Municipal de Mariana. O projeto atende a sessenta crianças com idades entre 06 a 14 anos.

### Filhos ilustres
- Pedro Aleixo, deputado e presidente do Brasil.

## Geografia
De acordo com o IBGE, em 2010 a população era de 1 740 habitantes e havia 615 domicílios particulares.